# The Final Judgment
The Final Judgment er en amerikansk stumfilm fra 1915 af Edwin Carewe.

## Medvirkende
- Ethel Barrymore som Jane Carleson.
- Beatrice Maude som Hortense Carleson.
- Mahlon Hamilton som Murray Campbell.
- H. Cooper Cliffe som Hamilton Ross.
- Percy Standing som Henry Strong.